# Reinhold von Essen (militär)
Reinhold Göran von Essen, född den 26 mars 1846 i Sövde socken, Malmöhus län, död den 29 februari 1904 i Brunflo församling, Jämtlands län, var en svensk militär. 
von Essen blev underlöjtnant vid Vendes artilleriregemente 1864, löjtnant där 1870 och kapten 1878. Han befordrades till major vid Norrlands artilleriregemente 1893 och till överstelöjtnant där 1895. von Essen övergick till regementets reserv 1903. Han blev riddare av Svärdsorden 1885.
Reinhold von Essen tillhörde ätten von Essen af Zellie och var bror till Carl Didrik von Essen, far till Carl och Gustaf von Essen samt kusin till Reinhold von Essen.